# Caicedo
Caicedo là một khu tự quản thuộc tỉnh Antioquia, Colombia. Thủ phủ của khu tự quản Caicedo đóng tại Caicedo Khu tự quản Caicedo có diện tích 221 ki lô mét vuông. Đến thời điểm ngày 28 tháng 5 năm 2005, khu tự quản Caicedo có dân số 6270 người.